# Iglesia de la Inmaculada Concepción (Becedas)
La iglesia de la Inmaculada concepción, es un templo católico ubicado en la localidad española de Becedas, en Castilla y León.

## Descripción
El edificio se encuentra en la salida del casco urbano por la carretera AV-100 en dirección a Ávila.
Fue declarada BIC con categoría de monumento, el 23 de febrero de 1983, mediante el real decreto 826/1983 publicado en el BOE, y firmada por el Rey Juan Carlos I y el Ministro de Cultura Javier Solana.
Se construyó en el siglo XVI en estilo renacentista por encargo de los Duques de Béjar en la cual se casaron en 1616. Está compuesto por una sola nave de bóveda de cañón y una torre campanario. La fachada principal esta profusamente decorado con bustos y emblemas heráldicos de los patrocinadores.
Actualmente es la iglesia parroquial del pueblo de Becedas